# Лижні перегони на зимових Олімпійських іграх 1928
Змагання з лижних перегонів на зимових Олімпійських іграх 1928 відбулись 14 (18 км) і 17 (50 км) лютого. В них взяли участь 74 лижники з 15-ти країн.

## Чемпіони та призери

### Таблиця медалей
| Місце              | Країна             | Золото | Срібло | Бронза | Загалом |
| ------------------ | ------------------ | ------ | ------ | ------ | ------- |
| 1                  | Норвегія           | 1      | 1      | 1      | 3       |
| 1                  | Швеція             | 1      | 1      | 1      | 3       |
| Загалом (2 збірні) | Загалом (2 збірні) | 2      | 2      | 2      | 6       |

### Види програми
| Дисципліна | Золото                          | Золото  | Срібло                 | Срібло  | Бронза                     | Бронза  |
| ---------- | ------------------------------- | ------- | ---------------------- | ------- | -------------------------- | ------- |
| 18 км      | Йоган Греттумсбротен · Норвегія | 1:37:01 | Оле Геґґе · Норвегія   | 1:39:01 | Рейдар Едеґор · Норвегія   | 1:40:11 |
| 50 км      | Пер-Ерік Гедлунд · Швеція       | 4:52:03 | Ґустаф Юнссон · Швеція | 5:05:30 | Вольґер Андерссон · Швеція | 5:05:46 |

Перевага Гедлунда над другим місцем найбільша в історії Олімпійських ігор - 13 хвилин 27 секунд.

## Країни-учасниці
У змаганнях з лижних перегонів на Олімпійських іграх у Санкт-Моріці взяли участь 74 лижники з 15-ти країн.
- Австрія (1)
- Канада (2)
- Чехословаччина (6)
- Фінляндія (7)
- Франція (8)
- Німеччина (5)
- Угорщина (1)
- Італія (4)
- Японія (5)
- Норвегія (7)
- Польща (4)
- Швеція (6)
- Швейцарія (6)
- США (3)
- Югославія (6)